# Кенни, Джейсон (велогонщик)
Сэр Джейсон Фрэнсис Кенни (англ. Jason Francis Kenny; род. 23 марта 1988 года в Болтоне, Великобритания) — британский профессиональный трековый велогонщик, семикратный олимпийский чемпион (самый титулованный велогонщик и самый титулованный британец в истории Олимпийских игр), трёхкратный чемпион мира. Командор ордена Британской империи (CBE). Рыцарь-бакалавр.

## Карьера
Первые шаги Джейсон Кенни сделал на манчестерском велодроме, расположенном недалеко от его дома. В 2008 году дебютировал на крупных соревнованиях — чемпионате мира в родном Манчестере. После успешного дебюта Кенни вошёл в состав сборной Великобритании на Олимпийские Игры в Пекине. В индивидуальном спринте он завоевал серебряную медаль, уступив только легендарному соотечественнику Крису Хою, а в командном спринте совместно с товарищами выиграл золотую медаль. После успеха на главном старте 4-летия Кенни стал членом ордена Британской империи.
Первой медалью на чемпионате мира 2009 года стало серебро в командном спринте в польском Прушкуве. Спустя год на аналогичных соревнованиях в Баллерупе спортсмен завоевал бронзу.
На чемпионате мира 2011 года в Апелдорне спортсмен выиграл свое первое личное золото в спринте и серебро в командном спринте. Золото досталось Джейсону после дисквалификации француза Грегори Боже за нарушение антидопингового регламента.

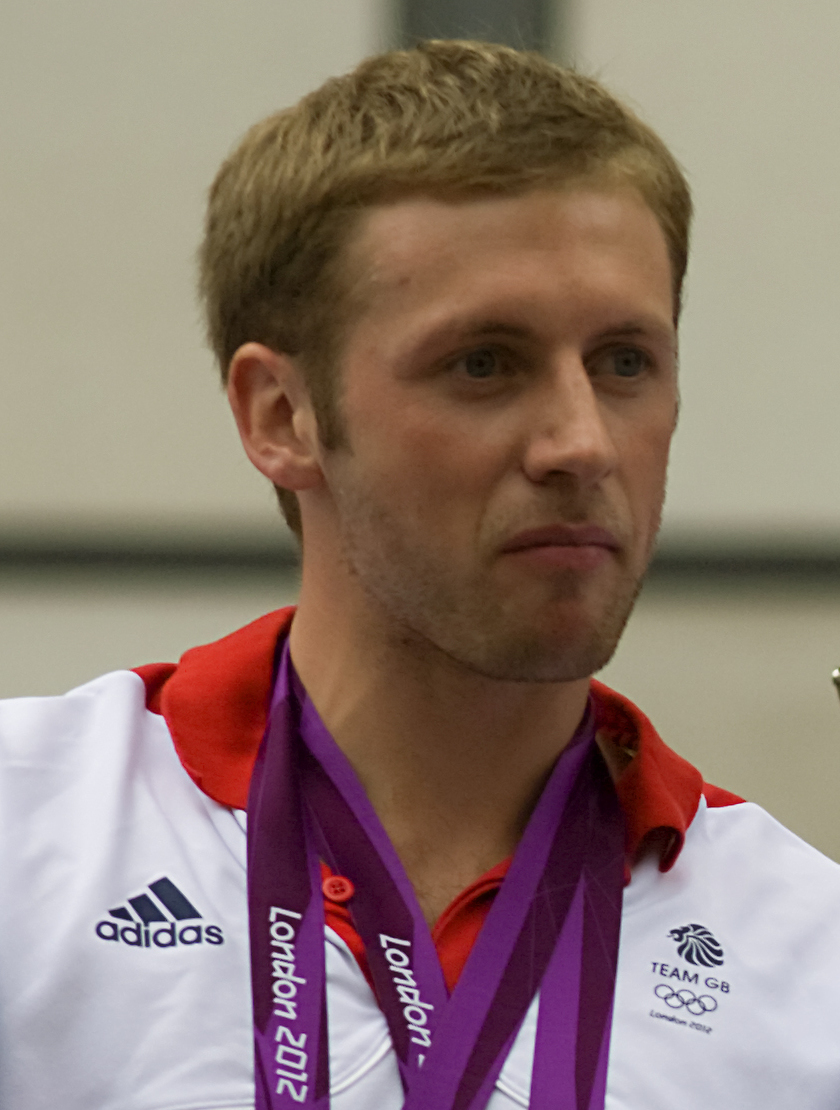
2012 год

Домашняя Олимпиада-2012 в Лондоне сложилась для Джейсона Кенни весьма удачно: он выиграл золото в командном спринте с Крисом Хоем и Филиппом Хайндесом, установив новый мировой рекорд трека в лондонском Velopark’е — 42,6 секунды. Также британец выиграл золото в мужском спринте, установив новый олимпийский рекорд в квалификации. За заслуги в велоспорте Кенни был удостоен звания офицер Ордена Британской империи (OBE).
На чемпионате мира 2013 года в Минске Джейсон стал чемпионом в кейрине.
2016 год стал самым успешным в карьере спортсмена. Он выиграл золото в спринте на чемпионате мира в Лондоне. В августе на Олимпийских играх в Рио-де-Жанейро стал трёхкратным чемпионом (всего шестикратным): в спринте, опередив в финальном заезде Каллума Скиннера, командном спринте совместно с тем же Скиннером и Филиппом Хайндесом и кейрине.
На чемпионате мира 2018 года в Нидерландах Кенни ограничился только одной серебряной наградой в командном спринте (золото выиграли нидерландцы). В октябре 2019 года на чемпионате Европы там же в Нидерландах Великобритания вновь уступила хозяевам в финале командного спринта, Кенни выиграл свою шестую в сумме награду на чемпионатах Европы. На чемпионате мира 2020 года в Берлине история повторилась: золото досталось команде Нидерландов, установившей в финале мировой рекорд, британцы с Кенни в составе стали вторыми. Для Кенни эта медаль стала пятой на чемпионатах мира в командном спринте.
3 августа 2021 года вместе с Джеком Карлином и Райаном Оуэнсом стал серебряным призёром в командном спринте на Олимпийских играх в Токио, убедительную победу вновь одержала команда Нидерландов. 8 августа Кенни выиграл золото в кейрине на вторых Олимпийских играх подряд, опередив Азизульхасни Аванга и Харри Лаврейсена. Ни один велогонщик и ни один британец ранее не выигрывал семь золотых олимпийских наград. Кенни также выступал в спринте, но выбыл уже на стадии 1/8 финала, уступив Денису Дмитриеву.
Завершил карьеру в феврале 2022 года.

## Личная жизнь
Джейсон Кенни 24 сентября 2016 года женился на Лоре Тротт, с которой встречался несколько лет до этого. Она пятикратная олимпийская чемпионка и семикратная чемпионка мира по велоспорту на треке. Джейсон и Лора — самая титулованная семейная пара в истории Олимпийских игр среди тех, где каждый из супругов выиграл хотя бы одно золото. Пара живёт в Манчестере и имеет двух собак. 23 августа 2017 года у Лоры и Джейсона родился сын Альберт Луи Кенни.
Примечательно, что Джейсон Кенни родился в тот же день (23 марта), что и шестикратный олимпийский чемпион на треке Крис Хой, только Кенни на 12 лет младше своего именитого соотечественника.